# Acartauchenius nasutus
Acartauchenius nasutus är en spindelart som först beskrevs av Octavius Pickard-Cambridge 1879.
Acartauchenius nasutus ingår i släktet Acartauchenius och familjen täckvävarspindlar. Inga underarter finns listade i Catalogue of Life.